# Lá khôi
Lá khôi, tên khoa học Ardisia silvestris, các tên gọi khác Khôi nhung; Khôi tía; là một loài thực vật có hoa trong họ Anh thảo, cây nhỏ, mọc thẳng đứng, cao chừng 2m, thân rỗng xốp, ít phân nhánh. Lá tập trung ở đầu ngọn, mọc so le, phiến lá nguyên, mép có răng cưa nhỏ và mịn thon dài 15–40 cm, rộng 6–10 cm, mặt trên màu lục sẫm mịn như nhung, mặt dưới màu tím đỏ, gân nổi hình mạng lưới. Hoa mọc thành chùm, dài 10-15m, màu trắng pha hồng tím gồm 5 lá đài và 3 cánh hoa. Quả mọng, khi chín màu đỏ. Loài này được Charles-Joseph Marie Pitard (1873-1927) mô tả khoa học lần đầu tiên, và được công bố trong Flore Générale de l'Indo-Chine năm 1930.

## Phân bố
Cây mọc rải rác ở các tỉnh miền núi phía bắc và trung như: Lào Cai (Sapa), Lạng Sơn (Hữu Lũng), Quảng Ninh, Vĩnh Phúc (Tam Đảo), Hà Nội (Ba Vì), Ninh Bình (Cúc Phương), Thanh Hóa (Lang Chánh, Ngọc Lạc, Thạch Thành), Nghệ An (Quỳ Châu), Quảng Trị, Thừa Thiên Huế (Phú Lộc), Quảng Nam, Đà Nẵng.

## Sinh học
Mùa hoa tháng 5 - 7, mùa quả chín tháng 10 - 12 năm sau. Tái sinh bằng hạt. Cây ưa bóng dưới tán rừng rậm ẩm ướt, phát triển tốt trên lớp đất nhiều mùn trong rừng nguyên sinh, ở độ cao từ 400 - 1200m.

## Công dụng
Thành phần hoá học chính là Tanin có công dụng trung hòa, làm giảm độ acid của dạ dày, giảm đau, đặc biệt có tác dụng làm se vết loét, kích thích lên da non và làm lành vết thương nên được dùng để trị viêm loét dạ dày tá tràng.

### Bài thuốc
Được dùng phối hợp với bồ công anh, khổ sâm, cam thảo để sử dụng trong trường hợp thể trạng sút kém, bụng đầy trướng, kém ăn, mệt mỏi, đau vùng thượng vị, đau từng cơn, lan ra hai bên sườn xuyên ra sau lưng, người bị viêm loét dạ dày tá tràng. Bài thuốc kết hợp 4 vị thuốc này đã được Hội đông y Thanh Hóa và các Viện Đông y sử dụng trong điều trị bệnh đau dạ dày rất có hiệu quả.
Nhân dân miền ngược vùng Lang Chánh, Ngọc Lạc tỉnh Thanh Hoá thường dùng lá khôi chế biến, sắc uống chữa đau bụng. Hội Đông y Thanh Hoá đã kết hợp dùng lá khôi (80g), lá bồ công anh (40g) và lá khổ sâm (12g) sắc uống chữa đau dạ dày; có thể gia thêm lá cam thảo dây (20g). Nhiều địa phương khác ở tỉnh Nghệ An cũng dùng lá khôi chữa đau dạ dày. Lá khôi được dùng với lá vối, lá hoè nấu nước tắm cho trẻ bị sài lở, hoặc giã với lá Vối trộn với dầu vừng đắp nhọt cho trẻ. Người Dao dùng rễ cây khôi thái nhỏ phơi khô ngâm rượu uống cho bổ huyết, lại dùng sắc uống chữa kiết lỵ ra máu, đau yết hầu và đau cơ nhục.

## Tình trạng bảo tồn và biện pháp bảo vệ
Tại Việt Nam được đánh giá là Sẽ nguy cấp. Mức độ đe dọa: Bậc V. Tuy phân bố nhiều nơi nhưng số lượng không nhiều do tái sinh hạt kém, lại bị khai thác với số lượng lớn nên mất nguồn hạt để tái sinh. Mặt khác những nơi có cây con mọc lại bị khai thác phá rừng mạnh nên có thể bị tuyệt chủng vì không còn môi trường sống thích hợp.
Do vậy, biện pháp bảo vệ được khuyến nghị là chỉ khai thác ở mức độ và giữ lại những cây con chưa đến tuổi thu hái. Cấm khai thác loài này trong vườn quốc gia Cúc Phương. Nên tổ chức gây trồng để lấy nguyên liệu làm thuốc.